# كيم دوجارد
كيم دوجارد (بالدنماركية: Kim Daugaard)‏ هو لاعب كرة قدم دنماركي في مركز الوسط، ولد في 29 مارس 1974 في Herfølge ‏ في الدنمارك. شارك مع منتخب الدنمارك تحت 21 سنة لكرة القدم. أما مع النوادي، فقد لعب مع نادي بروندبي.

## وصلات خارجية
- كيم دوجارد على موقع قاعدة بيانات كرة القدم.إي يو (الإنجليزية)
- كيم دوجارد على موقع Soccerway.com (الإنجليزية)
- كيم دوجارد على موقع عالم كرة القدم.نت (الإنجليزية)